# Baschiria al Turkvision Song Contest
La Baschiria ha partecipato a 3 edizioni del Turkvision Song Contest a partire dal debutto del concorso nel 2013. La rete che cura le varie partecipazioni è la Kuray Television. Fino ad ora vanta un terzo posto nel 2014, si ritira nel 2015 per tornare poi nell'edizione del 2017.

## Partecipazioni
- Primo posto
- Secondo posto
- Terzo posto
- Ultimo posto

| Anno                            | Artista           | Canzone           | Posizione           | Punti               | Note                |
| ------------------------------- | ----------------- | ----------------- | ------------------- | ------------------- | ------------------- |
| 2013                            | Diana Ishniyazova | "Kuray Şarkisi"   | -                   | -                   | [ 1 ]               |
| 2014                            | Zaman             | "Kubair" (Кубаир) | 3                   | 199                 |                     |
| Nessuna partecipazione nel 2015 |                   |                   |                     |                     |                     |
| 2017                            | Ziliya Bachtieva  | "Donya Mathur"    | Edizione cancellata | Edizione cancellata | Edizione cancellata |
| 2020                            | Zilija Bachtieva  | Chalkyma          | 17                  | 174                 | [ 2 ]               |